# Album producencki
Album producencki – album studyjny polskiego producenta muzycznego Emade. Wydawnictwo ukazało się 12 grudnia 2003 roku nakładem wytwórni muzycznej Asfalt Records. Gościnnie w nagraniach wzięli udział Sokół, O.S.T.R., Iza Kowalewska, Włodi, Inespe, Wielki Ciężki Słoń oraz Little Egypt. Płyta uzyskała w 2004 roku nominację do nagrody polskiego przemysłu fonograficznego Fryderyka w kategorii album rocku hip-hop/R&B.

## Lista utworów
Opracowano na podstawie materiału źródłowego.
1. „Pierwszy stopień wtajemniczenia” – 5:18
2. „Dam Ci przeżyć” (gościnnie: Sokół) – 3:15
3. „Drugi stopień wtajemniczenia” – 3:14
4. „Niebo” (gościnnie: O.S.T.R.) – 3:17
5. „Trzeci stopień wtajemniczenia” – 4:25
6. „Jesteś tylko” (gościnnie: Iza Kowalewska) – 4:39
7. „Żebro Adama (Remix)” (gościnnie: Włodi) – 4:08
8. „Pamiętaj Piotrze” (gościnnie: Inespe) – 5:59
9. „Czwarty stopień wtajemniczenia” – 3:51
10. „Tylko Tobie” (gościnnie: Wielki Ciężki Słoń) – 6:11
11. „Yes Yall” (gościnnie: Little Egypt) – 4:13
12. „Dam Ci przeżyć” (teledysk) (gościnnie: Sokół) – 6:18

## Twórcy
Opracowano na podstawie materiału źródłowego.

- Emade – produkcja, sampler, keyboard, miksowanie, dizajn
- Staszek Starship – gitara basowa
- Titografia – dizajn
- Joanna Kalińska – flet
- Dominik Trębski – trąbka
- Jurek Zagórski – gitara
- Jacek Gawłowski – mastering
- Piotr „Dziki” Chancewicz – miksowanie
- Andrzej Georgiew – zdjęcia